# ヘンリー・マンシーニ
ヘンリー・マンシーニ（Henry Mancini、1924年4月16日 - 1994年6月14日）は、アメリカ合衆国の作曲家、編曲家。映画音楽家としてグラミー賞、アカデミー作曲賞に何度も輝いた。

## 生涯
1924年にオハイオ州クリーブランド生まれ、ペンシルベニア州で育った。出生時の名前はエンリコ・ニコラ・マンチーニ（Enrico Nicola Mancini）。イタリア系アメリカ人。
幼い頃より、フルート奏者の父親からフルートとピッコロの英才教育を受けた。ハイスクールを卒業後、ベニー・グッドマンの勧めでニューヨークへ移住する。名門ジュリアード音楽院に進学し、作曲家マリオ・カステルヌオーヴォ＝テデスコとエルンスト・クルシェネクに師事した。第二次世界大戦では空軍に所属し、マーチングバンドでも活躍した。その後テックス・ベネキーに作品を認められ、グレン・ミラー楽団にアレンジャー兼ピアニストとして採用される。
1952年にユニバーサル映画に入社する。音楽監督のジョセフ・ガーシェンソン（Joseph Gershenson）のアシスタントとして修行しながら、アボットとコステロの喜劇や『大アマゾンの半魚人』等のB級ホラーの劇伴を手がけた。そして『グレン・ミラー物語』、『黒い罠』といったヒット作で頭角を現わす。
1960年代からは主に、『ティファニーで朝食を』『シャレード』などオードリー・ヘプバーン作品で注目を浴びた。特に『ティファニーで朝食を』でヘプバーンが歌った『ムーン・リバー』はスタンダードとなった。ブレイク・エドワーズの作品にほとんど関わった。
他に『刑事コロンボ』のテーマ（もとはNBCのウィール、NBCミステリー・ムービー のテーマ）や『ピーター・ガン』のテーマ、『ピンク・パンサー』のテーマ、『ひまわり』のテーマなどがよく知られている。
温厚な人柄で知られ、ヘプバーンやクインシー・ジョーンズ、ジェリー・ゴールドスミスら数多くの友人に慕われた。またモーリス・ジャールやミシェル・ルグラン、ラロ・シフリンといった外国人作曲家にも親身に関わった。人望も厚く、いくつかの大学で名誉博士号を受け、後進の育成にもあたった。
1994年6月14日、膵臓および肝臓癌のためビバリーヒルズの自宅にて死去。70歳。

## 主な作品
- ティファニーで朝食を Breakfast at Tiffany's（1961年）
- ハタリ! Hatari!（1961年）
- 酒とバラの日々 Days of Wine and Roses（1962年）
- シャレード Charade（1963年）
- ピンクの豹 The Pink Panther（1963年）
- 暗闇でドッキリ A Shot in the Dark（1964年）
- グレートレース The Great Race（1965年）
- アラベスク Arabesque（1966年）
- 地上最大の脱出作戦 What Did You Do in the War, Daddy?（1966年）
- いつも2人で Two for the Road（1967年）
- 暗くなるまで待って Wait Until Dark（1967年）
- パーティ The Party（1968年）
- ナタリーの朝 Me, Natalie（1969年）
- 男の闘い The Molly Maguires（1970年）
- 暁の出撃 Darling Lili（1970年）
- ひまわり I Girasoli（1970年）
- NBCミステリー・ムービーのテーマ (1972)
- オクラホマ巨人 Oklahoma Crude（1973年）
- 時よとまれ、君は美しい/ミュンヘンの17日 Visions of Eight（1973年）
- 殺し屋ハリー/華麗なる挑戦 99 and 44/100% Dead（1974年）
- 華麗なるヒコーキ野郎 The Great Waldo Pepper（1975年）
- ピンク・パンサー2 The Return of the Pink Panther（1975年）
- いくたびか美しく燃え Jacqueline Susann's Once Is Not Enough（1975年）
- 大陸横断超特急 Silver Streak（1976年）
- ピンク・パンサー3 The Pink Panther Strikes Again（1976年）
- ピンク・パンサー4 Revenge of the Pink Panther（1978年）
- 料理長殿、ご用心 Who Is Killing the Great Chefs of Europe?（1978年）
- ゼンダ城の虜 The Prisoner of Zenda（1979年）
- テン 10（1979年）
- ビクター/ビクトリア Victor/Victoria（1982年）
- ピンク・パンサーX Trail of the Pink Panther（1982年）
- ピンク・パンサー5 クルーゾーは二度死ぬ Curse of the Pink Panther（1983年）
- スペースバンパイア Lifeforce（1985年）
- サンタクロース Santa Claus: The Movie（1985年）
- オリビアちゃんの大冒険 The Great Mouse Detective（1986年）
- ブラインド・デート Blind Date（1987年）
- ガラスの動物園 The Glass Menagerie（1987年）
- 迷探偵シャーロック・ホームズ/最後の冒険 Without a Clue（1988年）
- ゴースト・パパ Ghost Dad（1990年）
- スウィッチ/素敵な彼女? Switch（1991年）
- マンハッタン・ラブ/女と男のいい関係 Married to It（1991年）
- ピンク・パンサーの息子 Son of the Pink Panther（1993年）
- トムとジェリーの大冒険 Tom and Jerry: The Movie（1993年）

## 受賞歴

### アカデミー賞
- 1961年「ティファニーで朝食を」歌曲賞、劇・喜劇映画音楽賞
- 1962年「酒とバラの日々」歌曲賞
- 1982年「ビクター／ビクトリア」音楽（編曲・歌曲）賞

### ゴールデン・グローブ賞
- 1970年「暁の出撃」歌曲賞